# Phép đo lượng tử yếu
Trong cơ học lượng tử, Phép đo lượng tử yếu là một trường hợp đặc biệt của mô hình chuẩn von Neumann cho phép đo lượng tử, trong đó hệ lượng tử cần đo tương tác hoặc liên kết yếu với máy đo. Một hệ quả quan trọng của quá trình này là "giá trị yếu" thể hiện trên máy đo. Trái ngược với các phép đo chuẩn của cơ học lượng tử, giá trị yếu có thể nằm ngoài vùng trị riêng khả dĩ của biến lượng tử mô tả cho phép đo và thậm chí nó có thể là một số phức. Đặc điểm này của giá trị yếu hoàn toàn không đối nghịch với các khái niệm cơ bản của cơ học lượng tử và là một ví dụ của nguyên lý bất định Heisenberg.
Khái niệm phép đo lượng tử yếu và giá trị yếu được đề xuất lần đầu bởi Y. Aharonov, D. Z. Albert và L. Vaidman (AAV) trong bài nghiên cứu với tiêu đề hấp dẫn "Làm thế nào để phép đo thành phần spin của một hạt spin-1/2 đạt giá trị 100". Các thí nghiệm cho phép đo lượng tử yếu được hiện thực hóa lần đầu vào năm 1990 và năm 1992. Mới đây, phép đo yếu đã được sử dụng để nghiên cứu nghịch lý Hardy.

## Phép đo lượng tử yếu
Một phép đo lượng tử yếu bao gồm 4 bước sau đây:
1. Sự chọn lọc trước (tiếng Anh: pre-selection): hệ cần đo được chuẩn bị ở trạng thái {\displaystyle |\Psi \rangle _{i}}.
2. tương tác yếu giữa hệ cần đo và máy đo.
3. Sự chọn lọc sau (tiếng Anh: post-selection): hệ cần đo đi qua một phép đo lượng tử chuẩn (mạnh) để biến đổi thành trạng thái {\displaystyle |\Psi \rangle _{f}}.
4. Giá trị trên máy đo được thu thập.

Trong các phép đo gián tiếp, sự tương tác yếu được thể hiện sự tương tác giữa hệ cần đo và hệ phụ trợ (tiếng Anh: ancilla), điển hình như trong thí nghiệm xác định độ phân cực của photon, trong đó độ phân cực của hệ phụ trợ được đo và sau đó được dùng để suy ra độ phân cực của hệ chính. Sự tương tác yếu trong thí nghiệm này được thể hiện qua sự tương tác giữa hệ cần đo và hệ phụ trợ khi đi qua cổng CNOT. Giả sử, tại thời điểm ban đầu, trạng thái của hệ chính được cho bởi {\displaystyle |S\rangle =\alpha |0\rangle +\beta |1\rangle }, {\displaystyle \alpha ,\beta \in \mathbb {C} }; trạng thái của hệ phụ là {\displaystyle |M\rangle =\cos {\frac {\theta }{2}}|0\rangle +\sin {\frac {\theta }{2}}|1\rangle }. Trạng thái ban đầu của toàn hệ sẽ là:
{\displaystyle |\Phi _{i}\rangle =|S\rangle \otimes |M\rangle =(\alpha |0\rangle +\beta |1\rangle )_{S}\otimes (\cos {\frac {\theta }{2}}|0\rangle +\sin {\frac {\theta }{2}}|1\rangle )_{M}}
Khi đi qua cổng CNOT, nếu qubit điều khiển là {\displaystyle |0\rangle } thì qubit mục tiêu được giữ nguyên; nếu qubit điều khiển là {\displaystyle |1\rangle } thì qubit mục tiêu bị biến đổi {\displaystyle |0\rangle \rightarrow |1\rangle } và ngược lại. Khi đó trạng thái của toàn hệ sau cổng CNOT sẽ là:
{\displaystyle |\Phi _{f}\rangle =\alpha |0\rangle _{S}\otimes (\cos {\frac {\theta }{2}}|0\rangle +\sin {\frac {\theta }{2}}|1\rangle )_{M}+\beta |1\rangle _{S}\otimes (\cos {\frac {\theta }{2}}|1\rangle +\sin {\frac {\theta }{2}}|0\rangle )_{M}}
Ta có thể thấy rằng khi {\displaystyle \theta ={\frac {\pi }{2}}} trạng thái của toàn hệ sau cổng CNOT không thay đổi. Do đó, tham số {\displaystyle \theta } có thể đặc trưng cho sự tương tác của phép đo và phép đo yếu xảy ra khi {\displaystyle \theta ={\frac {\pi }{2}}-\epsilon }, với {\displaystyle 0<\epsilon \ll 1}.

## Giá trị yếu
Xét một hệ hạt được chuẩn bị ở trạng thái {\displaystyle |\Psi \rangle _{i}} và ta muốn đo biến lượng tử {\displaystyle {\hat {A}}} trên hệ hạt này. Một phép đo chỉ diễn ra khi có sự tương tác giữa hệ cần đo và máy đo. Theo mô hình von Neumann cho phép đo lượng tử, sự tương tác này được biểu diễn bởi hàm Hamiltonian tương tác:
{\displaystyle {\hat {H}}=g(t){\hat {A}}{\hat {P}}}
trong đó {\displaystyle {\hat {P}}} là toán tử động lượng của kim chỉ trên máy đo. Toán tử liên hiệp với nó là toán tử tọa độ của kim chỉ {\displaystyle {\hat {Q}}}; {\displaystyle g(t)} là hàm phụ thuộc thời gian, biểu trưng cho sự tương tác giữa hệ cần đo và máy đo. Thông thường, phép đo chỉ diễn ra trong một khoảng thời gian rất ngắn. Do đó, ta có thể giả định {\displaystyle g(t)=g\delta (t-t_{0})}, trong đó {\displaystyle g} là một hằng số. Bởi vì phép đo cũng là một hệ lượng tử, do đó nó phải có trạng thái lượng tử, giả sử {\displaystyle |\Phi \rangle }. Ban đầu, trạng thái của toàn hệ là {\displaystyle |\Psi _{i}\rangle \otimes |\Phi \rangle }. Khi máy đo tương tác với hệ cần đo, trạng thái của toàn hệ sẽ là {\displaystyle e^{-ig{\hat {A}}{\hat {P}}}|\Psi _{i}\rangle |\Phi \rangle }. Sau đó, sự lựa chọn sau {\displaystyle \langle \Psi _{f}|}được áp đặt lên hệ cần đo, dẫn đến trạng thái của kim chỉ trên máy đo (chưa được chuẩn hóa) biến đổi thành:
{\displaystyle |\alpha \rangle =\langle \Psi _{f}|e^{-ig{\hat {A}}{\hat {P}}}|\Psi _{i}\rangle |\Phi \rangle }
Trong các phép đo thông thường, hệ số tương tác {\displaystyle g} lớn, nên hàm sóng của kim chỉ trên máy đo sau tương tác sẽ có dạng {\displaystyle \Phi (Q-g\langle {\hat {A}}\rangle )} với {\displaystyle \langle {\hat {A}}\rangle } là giá trị trông đợi của toán tử {\displaystyle {\hat {A}}}. Nếu ta giới hạn hệ số tương tác {\displaystyle g} ở mức rất nhỏ, ta có thể bỏ qua các phần tử chứa bậc cao và chỉ giữ lại phần tử phụ thuộc bậc nhất theo {\displaystyle g} trong khai triển Taylor của trạng thái của kim chỉ trên máy đo:
{\displaystyle {\begin{aligned}|\alpha \rangle &\approx \langle \Psi _{f}|{\hat {I}}-ig{\hat {A}}{\hat {P}}|\Psi _{i}\rangle |\Phi \rangle =\langle \Psi _{f}|\Psi _{i}\rangle ({\hat {I}}-igA_{w}{\hat {P}}|\Phi \rangle \\&\approx \langle \Psi _{f}|\Psi _{i}\rangle e^{-igA_{w}{\hat {P}}}|\Phi \rangle \\\end{aligned}}}
Kết quả này cho thấy khi tiến trình đo kết thúc, hàm sóng của kim chỉ sẽ là {\displaystyle \Phi (Q-gA_{w})}. Ở đây, {\displaystyle A_{w}} được định nghĩa là giá trị yếu của toán tử {\displaystyle {\hat {A}}} với {\displaystyle |\Psi _{i}\rangle } và {\displaystyle |\Psi _{f}\rangle } là các trạng thái lựa chọn trước và sau:
{\displaystyle A_{w}={\frac {\langle \Psi _{f}|{\hat {A}}|\Psi _{i}\rangle }{\langle \Psi _{f}|\Psi _{i}\rangle }}}
Trong các phép đo thông thường, cơ học lượng tử bắt buộc rằng kim chỉ của máy đo bị giới hạn trong vùng trị riêng của toán tử và nó phải là số thực. Quan sát công thức này, ta thấy rằng {\displaystyle A_{w}} nói chung là một số phức và có thể nằm ngoài khoảng trị riêng khả dĩ của {\displaystyle {\hat {A}}}. Điểm đặc trưng này của phép đo yếu không hoàn toàn bác bỏ các lập luận của cơ học lượng tử. Thay vào đó, nó có thể được coi là một kết quả của nguyên lý bất định Heisenberg. Nghĩa là, vì ta đã suy giảm hệ số tương tác của phép đo, ta không thể thu được thông tin chính xác về kết quả của phép đo, ở đây là giá trị trông đợi {\displaystyle \langle {\hat {A}}\rangle }.
Trong trường hợp tổng quát, trạng thái chọn lọc trước có thể là trạng thái hỗn hợp:{\displaystyle {\hat {\rho }}} và sự chọn lọc sau được thay thế bởi bộ phép đo các toán tử dương:{\displaystyle \left\{{\hat {\Pi }}^{i}\right\}} (tiếng Anh: Positive-operator valued measure - POVM) thì biểu thức tổng quát cho giá trị yếu được cho bởi:
{\displaystyle A_{w}^{i}={\frac {\mathrm {tr} ({\hat {\Pi }}^{i}{\hat {A}}{\hat {\rho }})}{\mathrm {tr} ({\hat {\Pi }}^{i}{\hat {\rho }})}}}
Lưu ý rằng hiện nay có 2 cách trình bày để dẫn đến giá trị yếu. Cách lập luận theo hệ số tương tác được trình bày ở đây dựa trên bài báo của R. Jozsa và được coi là cách thuận tiện nhất để giới thiệu giá trị yếu và dễ dàng cho ngành thông tin lượng tử. Một cách dẫn giải khác dựa trên độ bất định ban đầu của kim chỉ được trình bày trong bài báo của AAV . Cách dẫn giải này phù hợp với trường hợp liên tục (tọa độ, động lượng,...) và dễ nêu lên mối liên hệ với nguyên lý bất định Heisenberg nhưng quá trình tính toán khá phức tạp.

## Sự chọn lọc trước và sau
Các khái niệm chọc lọc trước và sau được đề xuất cũng chính bởi AAV trong bài báo đầu tiên về phép đo yếu , trong đó sự chọn lọc sau đóng vai trò rất quan trọng trong khái niệm phép đo yếu. Sự chọn lọc trước, trong ngôn ngữ thông thường của cơ học lượng tử, có thể được coi là giai đoạn chuẩn bị trạng thái lượng tử. Từ biểu thức của giá trị yếu, ta có thể thấy rằng nếu sự chọn lọc sau giống với sự chọn lọc trước, ta thu lại được giá trị trông đợi cho phép đo của {\displaystyle {\hat {A}}}, hoàn toàn phù hợp với lý thuyết phép đo chuẩn của von Neumann. Ngược lại, rắc rối chỉ xảy ra khi các trạng thái chọn lọc trước và sau trực giao với nhau, {\displaystyle \langle \Psi _{f}|\Psi _{i}\rangle =0}. Việc xây dựng giá trị yếu trong trường hợp này đòi hỏi nhiều sự chỉnh sửa trong cách tính toán dẫn đến giá trị yếu và những lập luận mang tính tổng quát hơn.
Mục đích chính của AAV khi phát triển lý thuyết phép đo yếu là để nghiên cứu sự biến đổi của trạng thái lượng tử trong quá trình tương tác. Nhận thấy vai trò quan trọng của sự chọn lọc trước và sau trong giá trị yếu, Aharonov đã mở rộng các khái niệm này để xây dựng mô hình lý thuyết dựa trên vector của 2 trạng thái (tiếng Anh: two-state vector formalism) và nhấn mạnh quan điểm thời gian là đối xứng trong cơ học lượng tử.